# Championnats d'Afrique de judo 2013
Navigation
Édition précédente Édition suivante
Les Championnats d'Afrique de judo 2013 ont été disputés  du 18 au 21 avril 2013 à Maputo au Mozambique. Ils ont été dominés par la Tunisie (7 médailles d’or), alors que son adversaire habituel, l’Algérie  n’a remporté aucune médaille d’or individuelle et s’est contenté des titres par équipes. Ces championnats ont été l’occasion de disputer  des épreuves de Kata  en démonstration. Il s’agit de la 34e édition de cette compétition.

## Tableau des médailles
Le tableau des médailles officiel ne prend pas en compte les deux compétitions par équipes.
| Rang  | Nation         | Or | Argent | Bronze | Total |
| ----- | -------------- | -- | ------ | ------ | ----- |
| 1     | Tunisie        | 7  | 4      | 6      | 17    |
| 2     | Maroc          | 4  | 1      | 1      | 6     |
| 3     | Égypte         | 3  | 2      | 5      | 10    |
| 4     | Guinée-Bissau  | 1  | 0      | 0      | 1     |
| -     | Afrique du Sud | 1  | 0      | 0      | 1     |
| 6     | Algérie        | 0  | 6      | 7      | 13    |
| 7     | Angola         | 0  | 1      | 0      | 1     |
| -     | Gabon          | 0  | 1      | 0      | 1     |
| -     | Kenya          | 0  | 1      | 0      | 1     |
| 10    | Cameroun       | 0  | 0      | 5      | 5     |
| 11    | Sénégal        | 0  | 0      | 3      | 3     |
| 12    | Côte d'Ivoire  | 0  | 0      | 1      | 1     |
| -     | Ghana          | 0  | 0      | 1      | 1     |
| -     | Libye          | 0  | 0      | 1      | 1     |
| -     | Madagascar     | 0  | 0      | 1      | 1     |
| -     | Maurice        | 0  | 0      | 1      | 1     |
| Total | Total          | 16 | 16     | 32     | 64    |

## Podiums

### Femmes
| Épreuves                          | Or                       | Argent                     | Bronze                                               |
| --------------------------------- | ------------------------ | -------------------------- | ---------------------------------------------------- |
| Moins de 48 kg poids super-légers | Taciana Lima (GBS)       | Sabrina Saidi (ALG)        | Hela Ayari (TUN) Asaramanitra Ratiarison (MAD)       |
| Moins de 52 kg poids mi-légers    | Amani Khalfaoui (TUN)    | Djazia Haddad (ALG)        | Christianne Legentil (MRI) Mariama Ndao (SEN)        |
| Moins de 57 kg poids légers       | Nesria Jelassi (TUN)     | Fatima Zahra Ait Ali (MAR) | Ons Ben Messaoud (TUN) Hortense Diedhiou (SEN)       |
| Moins de 63 kg poids mi-moyens    | Rizlen Zouak (MAR)       | Imène Agouar (ALG)         | Asma Bjaoui (TUN) Hélène Wezeu Dombeu (CMR)          |
| Moins de 70 kg poids moyens       | Assma Niang (MAR)        | Antonia Moreira (ANG)      | Houda Miled (TUN) Hend Adelmajeed (EGY)              |
| Moins de 78 kg poids mi-lourds    | Hana Mergheni (TUN)      | Audrey Koumba (GAB)        | Kaouther Ouallal (ALG) Vanessa Mballa Atangana (CMR) |
| Plus de 78 kg poids lourds        | Nihel Cheikhrouhou (TUN) | Sahar Trabelsi (TUN)       | Dechantal Fokou Ntolack (CMR) Sonia Asselah (ALG)    |
| Open kg Toutes catégories         | Nihel Cheikhrouhou (TUN) | Esther Ratugi (KEN)        | Dechantal Fokou Ntolack (CMR) Kaouther Ouallal (ALG) |

### Hommes
| Épreuves                          | Or                       | Argent                     | Bronze                                             |
| --------------------------------- | ------------------------ | -------------------------- | -------------------------------------------------- |
| Moins de 60 kg poids super-légers | Yassine Moudatir (MAR)   | Mohamed Abdelmawgood (EGY) | Fraj Dhouibi (TUN) Mohamed Elhadi El Kawasih (LBA) |
| Moins de 66 kg poids mi-légers    | Houssem Khalfaoui (TUN)  | Ahmed Mohammedi (ALG)      | Ahmed Awad (EGY) Houd Zourdani (ALG)               |
| Moins de 73 kg poids légers       | Gideon Van Zyl (RSA)     | Hamza Barhoumi (TUN)       | Emmanuel Nartey (GHA) Youcef Ouahab (ALG)          |
| Moins de 81 kg poids mi-moyens    | Safouane Attaf (MAR)     | Abdelaziz Ben Ammar (TUN)  | Yacine Ladour (ALG) Mohamed Abdelaal (EGY)         |
| Moins de 90 kg poids moyens       | Hatem Abdel -Akher (EGY) | Mohamed Darwish (EGY)      | Kinapeya Roméo Kone (CIV) Amar Benikhlef (ALG)     |
| Moins de 100 kg poids mi-lourds   | Ramadan Darwish (EGY)    | Lyes Bouyakoub (ALG)       | Anis Ben Khaled (TUN) Amdy Fall (SEN)              |
| Plus de 100 kg poids lourds       | Fayçal Jaballah (TUN)    | Mohamed Amine Tayeb (ALG)  | Islam El Shahaby (EGY) El Mehdi Malki (MAR)        |
| Open kg Toutes catégories         | Islam El Shahaby (EGY)   | Fayçal Jaballah (TUN)      | Bilel Zouani (EGY) Dieudonné Dolassem (CMR)        |

### Par équipes
| Épreuves | Or      | Argent  | Bronze          |
| -------- | ------- | ------- | --------------- |
| Hommes   | Algérie | Tunisie | Égypte Cameroun |
| Femmes   | Algérie | Tunisie | Égypte Sénégal  |

## Épreuves de Kata
C'est la 2e fois que des épreuves de kata sont au programme.
| Épreuves       | Or                                                | Argent                                                         | Bronze                                        |
| -------------- | ------------------------------------------------- | -------------------------------------------------------------- | --------------------------------------------- |
| Nage No Kata   | Algérie (Mohamed Akil - Rabie Kohli)              | Afrique du Sud (Carel Cross - Clinton Moura)                   | Mozambique (Ivans Chauque - David David)      |
| Kime No Kata   | Algérie (Rachid Messaâdia - Ferhat Loutis)        | Afrique du Sud (Gert Gouws - Stefan Erlank)                    | Afrique du Sud (Louw Schultz - Graeme Melly)  |
| Katame No Kata | Côte d'Ivoire (Deza Elie Gbaté - Sylvestre Yopro) | Afrique du Sud (Cornelis Van Schalkwyk - Rudolf Van Schalkwyk) | Afrique du Sud (Katja Bruwer - Danica Bruwer) |
| Femmes         | Afrique du Sud (Tamia Basson - Deirdre Schroeder) |                                                                |                                               |